# William Wilberforce
Pour les articles homonymes, voir Wilberforce.
William Wilberforce (24 août 1759 – 29 juillet 1833) est un homme politique et philanthrope britannique et l'un des meneurs du mouvement abolitionniste. Né à Kingston-upon-Hull dans le Yorkshire, il commence sa carrière politique en 1780 et devient député du Yorkshire de 1784 à 1812. En 1785, sa conversion à l'anglicanisme évangélique modifie profondément ses habitudes de vie et il devient un réformateur convaincu jusqu'à sa mort. En 1787, il entre en contact avec Thomas Clarkson et plusieurs abolitionnistes comme Granville Sharp, Hannah More et Charles Middleton. Ils persuadent Wilberforce de soutenir leur cause et il devient rapidement l'un des abolitionnistes les plus influents de Grande-Bretagne. Il mène la campagne parlementaire contre le commerce des esclaves durant près de 26 ans jusqu'au passage du Slave Trade Act de 1807. Il est proclamé citoyen français par l’Assemblée nationale législative le 26 août 1792.
Wilberforce demeure convaincu de l'importance de la religion, de la morale et de l'éducation. Il défend des causes et des campagnes comme la Society for Suppression of Vice, le travail des missionnaires britanniques en Inde, la création d'une colonie pour les esclaves affranchis en Sierra Leone, la fondation de la Church Mission Society et la Société pour la prévention de la cruauté envers les animaux qu'il cofonde avec Richard Martin et le pasteur Arthur Broome en 1824.
Vers la fin de sa vie, Wilberforce fait campagne pour l'abolition de l'esclavage et il continue ce combat après avoir démissionné de son siège de député en 1826 à cause de problèmes de santé. Cette campagne débouche sur le Slavery Abolition Act 1833 abolissant l'esclavage dans la plus grande partie de l'Empire britannique ; Wilberforce meut trois jours après le vote de cette loi. Il est inhumé dans l'abbaye de Westminster aux côtés de son ami William Pitt.

## Jeunesse
William Wilberforce est né dans une maison de la rue principale de Hull dans le Yorkshire de l'Est le 24 août 1759. Il était le seul fils de Robert Wilberforce (1728-1768), un riche commerçant, et de Elizabeth Bird (1730-1798). Il fut baptisé à Seaton Ross le 29 septembre 1759. Son grand-père William (1690-1776) avait fait fortune dans le commerce maritime avec les pays baltes et avait été élu maire de Hull à deux reprises.

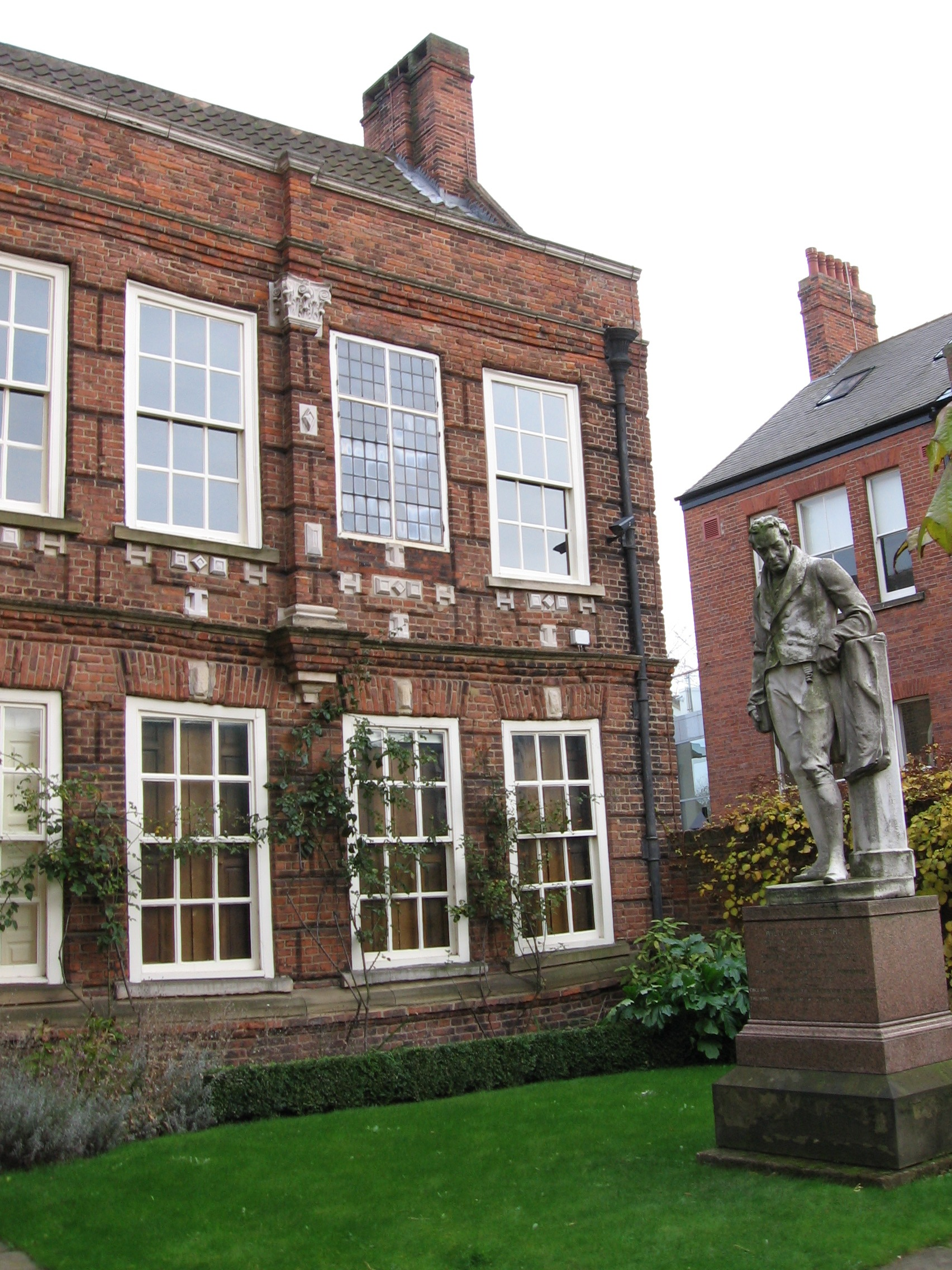
Statue de William Wilberforce dans le jardin de sa maison natale à Hull.

Wilberforce était un enfant de petite taille, à la santé fragile et à la vue basse. En 1767 il commença à suivre les cours de la Hull Grammar School à cette époque dirigée par un jeune et dynamique directeur, Joseph Milner, avec lequel il noua une grande amitié. Wilberforce profita de l'atmosphère encourageante de l'école jusqu'à la mort de son père en 1768. Devant les difficultés financières de sa mère, le jeune Wilberforce âgé de neuf ans fut envoyé chez un oncle prospère possédant des résidences à St. James's et à Wimbledon à l'époque un village à 11 km au sud-ouest de Londres. Il étudia dans un pensionnat quelconque à Putney durant deux ans et passa ses vacances à Wimbledon où il s'attacha profondément à ses proches. Il commença à s'intéresser à l'évangélisme sous leur influence, en particulier celle de sa tante Hannah, la sœur du riche marchand chrétien John Thornton, un philanthrope et partisan du prédicateur méthodiste George Whitefield.
La mère et le grand-père de Wilberforce, deux fervents anglicans, s'inquiétaient de ces influences non-conformistes et de son inclination envers l'évangélisme et firent revenir le garçon de douze ans à Hull en 1771. Wilberforce était dévasté par la séparation avec son oncle et sa tante. Sa famille s'opposa à son retour à la Hull Grammar School car le directeur était devenu un méthodiste ; par conséquent, Wilberforce poursuivit sa scolarité à la Pocklington School de 1771 à 1776,. Influencé par les scrupules méthodistes, il ne participa initialement pas à la vie sociale animée de Hull mais avec l'affaiblissement de sa ferveur religieuse, il commença à aller au théâtre, aux bals et à jouer aux cartes.
En octobre 1776, à l'âge de 17 ans, Wilberforce alla au St John's College de Cambridge. Les décès de son grand-père et de son oncle respectivement en 1776 et 1777 l'avait laissé avec une petite fortune et il perdit donc sa motivation dans les études. Il commença à mener une vie hédoniste en jouant aux cartes, en pariant et en buvant lors de soirées prolongées même s'il méprisait les excès de certains de ses collègues,,,. Plein d'esprit, généreux et excellent débatteur, Wilberforce devint une figure populaire et il se fit de nombreux amis dont le futur premier ministre, William Pitt,. Malgré son train de vie et son manque d'intérêt pour les études, il passa ses examens avec succès et reçut un Bachelor of Arts en 1781 et un Master of Arts en 1788.

## Début de carrière parlementaire
Wilberforce commença à envisager une carrière politique alors qu'il était à l'université et durant l'été 1779-1780, lui et Pitt assistèrent fréquemment aux débats de la Chambre des Communes. Pitt, déjà engagé dans cette voie, encouragea Wilberforce à le rejoindre en obtenant un siège de parlementaire,. En septembre 1780, à l'âge de 21 ans et toujours étudiant, Wilberforce fut élu député de Kingston upon Hull en dépensant plus de 8 000 £ pour obtenir les votes nécessaires, une pratique courante à l'époque,. Libéré de ses obligations financières, Wilberforce siégea en indépendant, résolu à n'être « l'homme d'aucun parti, ». Parfois critiqué pour son inconstance, il soutint des gouvernements tory et whig suivant les circonstances, travailla en étroite relation avec le parti au pouvoir et vota sur des mesures spécifiques selon leurs mérites,. Wilberforce assistait régulièrement aux séances du Parlement mais il continua d'avoir une vie sociale animée en devenant un habitué des Gentlemen's clubs tels que Goostree's et Boodle's à Pall Mall. L'écrivaine et mondaine Madame de Staël le décrivit comme « l'homme le plus fin d'esprit d'Angleterre » et, selon Georgiana Cavendish, le Prince de Galles déclara qu'il irait n'importe où pour entendre Wilberforce chanter,. Le chroniqueur et auteur James Boswell fut témoin de l'éloquence de Wilberforce à la Chambre des Communes et nota : « J'ai vu ce qui ressemblait à une simple crevette montée sur la table mais alors que je l'écoutait, il grandit et grandit jusqu'à ce que la crevette devienne une baleine ».
Durant les fréquents changements de gouvernement entre 1781 et 1784, Wilberforce soutint Pitt dans les débats parlementaires et à l'automne 1783, Pitt, Wilberforce et Edward Eliot (qui devint plus tard le beau-frère de Pitt) se rendirent en France pour un voyage d'agrément de six semaines,. Après des débuts difficiles à Reims où la police suspecta qu'il s'agissait d'espions anglais, ils visitèrent Paris, rencontrèrent Benjamin Franklin, le général Lafayette, Marie Antoinette et Louis XVI et rejoignirent la cour française au château de Fontainebleau,.
Pitt devint premier ministre en décembre 1783 et Wilberforce fut un soutien clé de son gouvernement minoritaire. Malgré leur grande amitié, aucun document n'indique que Pitt ait offert un poste ministériel à Wilberforce dans son gouvernement. Cela était peut-être lié au souhait de Wilberforce de rester un député indépendant. Il se pourrait également que ses fréquents retards, sa désorganisation et ses problèmes oculaires chroniques qui l'empêchaient parfois de lire aient convaincu Pitt que son ami n'était pas apte à la fonction. Lorsque le Parlement fut dissous au printemps 1784, Wilberforce décida de se présenter dans le comté du Yorkshire. Le 6 avril, il fut élu député du Yorkshire à l'âge de 24 ans.

## Conversion
En octobre 1784, Wilberforce entama un voyage en Europe qui changea sa vie et influença largement sa future carrière. Il voyagea avec sa mère et sa sœur en compagnie d'Isaac Milner, le brillant frère cadet de son ancien professeur, qui était devenu fellow du Queens' College de Cambridge. Ils visitèrent la côte d'Azur tout en participant aux habituels dîners, jeux de cartes et d'argent. En février 1785, Wilberforce rentra temporairement au Royaume-Uni pour soutenir la proposition de Pitt pour des réformes parlementaires. Il rejoignit son groupe à Gênes en Italie d'où ils continuèrent leur voyage en Suisse. Milner accompagna Wilberforce en Angleterre et durant le voyage, ils lurent la Naissance et les progrès de la religion dans l'âme de Philip Doddridge, un influent non-conformiste anglais du début du XVIIIe siècle.

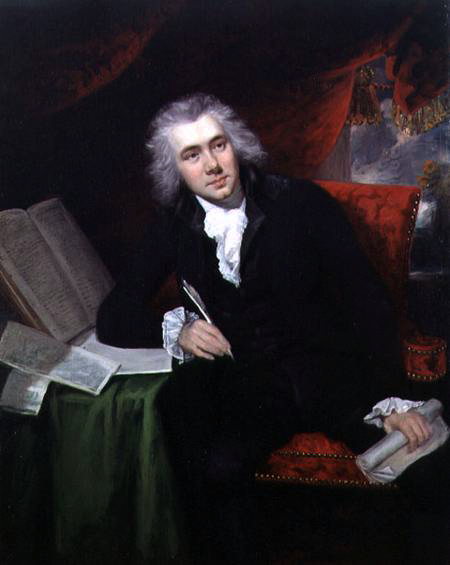
William Wilberforce par John Rising, 1790 représenté à l'âge de 29 ans.

Le parcours spirituel de Wilberforce semble avoir commencé à cette époque. Il commença à se lever tôt pour lire la Bible, prier et tenir un journal privé. Il entreprit une conversion vers l'évangélisme en regrettant sa vie passée et en promettant de consacrer sa vie future et de travailler au service de Dieu. Sa conversion changea certaines de ses habitudes mais pas sa nature : il resta en apparence joyeux, intéressé, respectueux et poussa avec tact les autres vers sa nouvelle foi. À l'intérieur, il subit une lutte déchirante et devint profondément auto-critique, toujours en train de douter de sa foi, de sa vanité et de ses relations avec les autres.
À l'époque, l'enthousiasme religieux était considéré comme une transgression sociale et était stigmatisée dans la société. Les évangéliques des classes supérieures, comme Sir Richard Hill, le député méthodiste de Shropshire et Selina Hastings étaient tournés en ridicule et la conversion de Wilberforce le poussa à se demander s'il devait poursuivre sa vie sociale. Wilberforce chercha les conseils de John Newton, un influent pasteur anglican évangéliste et recteur de l'église St Mary Woolnoth de la Cité de Londres,. Newton et Pitt conseillèrent à Wilberforce de rester en politique et il se résolut à le faire « avec application et un zèle accru ». Par la suite, ses vues politiques furent influencées par sa foi et son désir de promouvoir le christianisme et les éthiques chrétiennes dans la vie privée et publique,. Ses vues étaient souvent profondément conservatrices, opposées aux changements radicaux dans l'ordre politique et social et se concentraient sur des questions comme l'observation du Sabbat et l'éradication de l'immoralité à travers l'éducation et des réformes. En conséquence, il était souvent considéré avec méfiance par les voix progressives du fait de son conservatisme et avec suspicion par de nombreux tories qui voyaient les évangéliques comme des radicaux souhaitant le renversement de l'église et de l'Etat.
En 1786, Wilberforce acheta une maison à Old Palace Yard à Westminster pour être à proximité du Parlement. Il commença à utiliser sa position de parlementaire pour introduire une loi d'enregistrement proposant des changements limités aux procédures d'élection au Parlement,. Il défendit une loi élargissant les cas autorisant la dissection des criminels exécutés comme les violeurs, les pyromanes et les voleurs. La loi préconisait également la réduction des peines pour les femmes convaincues de trahison, un crime qui comprenait à l'époque le meurtre de son mari. La Chambre des Communes vota les deux lois mais elles furent rejetées à la Chambre des lords,.

## Abolition du commerce des esclaves

### Premières décisions
Les Britanniques commencèrent à être impliqués dans le commerce des esclaves durant le XVIe siècle. En 1783, le commerce triangulaire qui reposait sur l’échange de produits manufacturés britanniques en Afrique pour acheter des esclaves, les transporter dans les Indes occidentales et ramener les produits des plantations comme le sucre, le tabac ou le coton au Royaume-Uni représentait environ 80 % du revenu extérieur de la Grande-Bretagne,. Les navires britanniques dominaient le commerce et approvisionnaient les colonies françaises, espagnoles, hollandaises et portugaises en transportant à leur apogée jusqu’à 40 000 esclaves par an de l’autre côté de l’Atlantique dans les conditions effroyables du passage du milieu. Sur le nombre estimé de 11 millions d’Africains déportés, environ 1,4 serait mort durant la traversée.
On considère généralement que la campagne britannique pour l’abolition du commerce des esclaves a commencé dans les années 1780 avec la création de comités abolitionnistes quakers et la présentation de leur première pétition devant le Parlement en 1783,. La même année, alors que Wilberforce dinait avec son vieil ami de Cambridge, Gerard Edwards, il rencontra James Ramsay, un chirurgien naval qui était devenu pasteur sur l’île de Saint-Christophe dans les Îles Sous-le-Vent et un responsable médical pour les plantations de l’île. Ramsay fut horrifié par les conditions de vie des esclaves dans les plantations. De retour en Angleterre après quinze ans, il accepta le bénéfice ecclésiastique de Teston dans le Kent en 1781 où il rencontra, entre autres, Sir Charles Middleton, Lady Middleton, Thomas Clarkson, Hannah More qui formaient un groupe qui fut par la suite appelé les « testonites ». Intéressés par la promotion du christianisme et par la moralisation de la Grande-Bretagne et de l’outre-mer, ils furent scandalisés par les rapports de Ramsay sur la vie dépravée des propriétaires d’esclaves, les traitements cruels infligés aux esclaves et le manque d’éducation chrétienne des esclaves. Avec leurs encouragements et soutiens, Ramsay passa trois années à rédiger un Essai sur le traitement et la conversion des esclaves africains dans les colonies à sucre britanniques, qui était très critique sur l’esclavage dans les Indes occidentales. Le livre, publié en 1784, aida à la prise de conscience du public et provoqua l’ire des planteurs qui attaquèrent Ramsay et ses idées dans une série de tracts défendant l’esclavage.

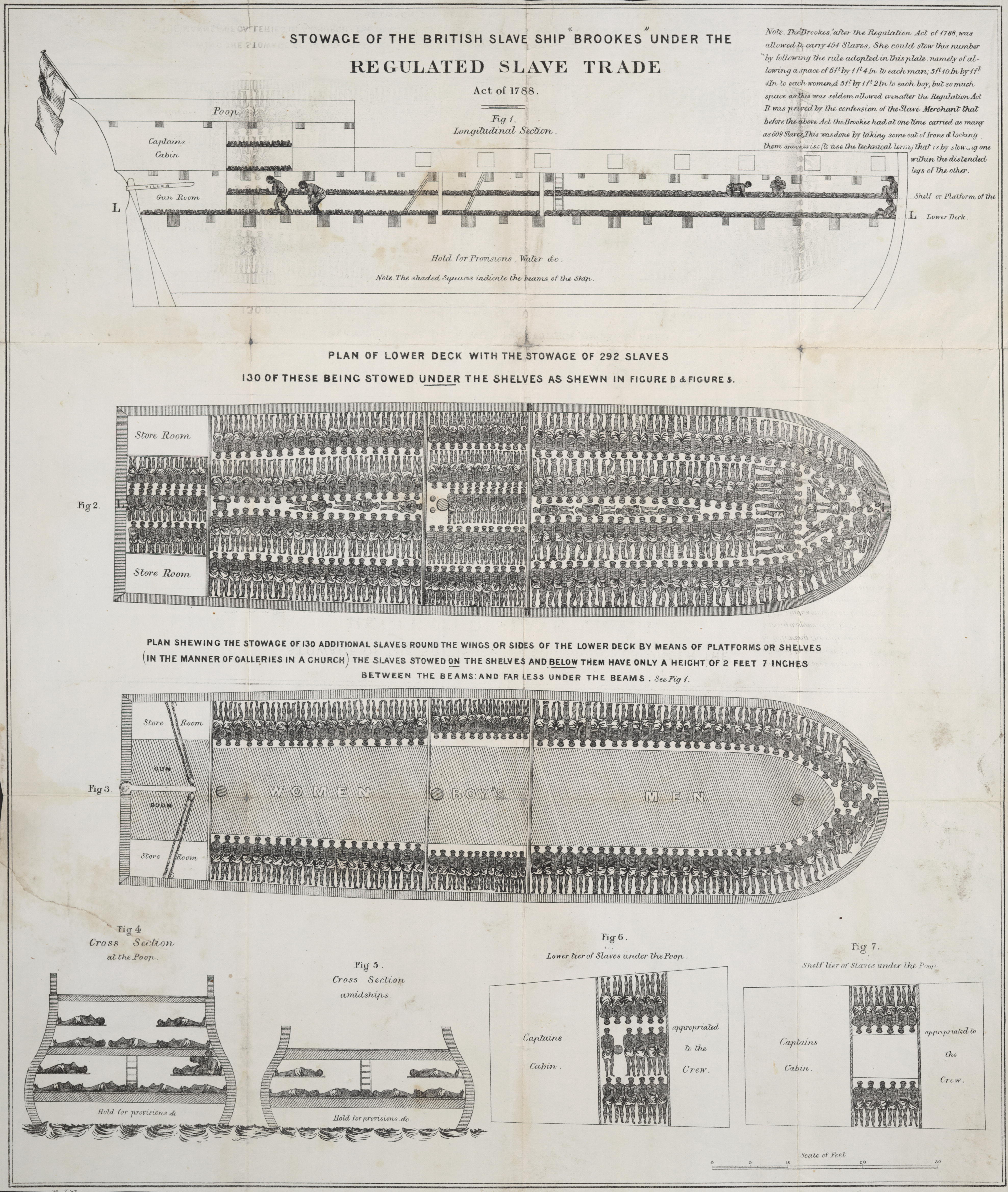
Diagramme du navire négrier, Brookes, représentant les conditions inhumaines à bord de tels navires.

Wilberforce ne donna apparemment pas de suite à sa rencontre avec Ramsay. Trois ans plus tard, inspiré par sa nouvelle foi, Wilberforce trouva un intérêt grandissant dans la défense de réformes humanitaristes. En novembre 1786, il reçut une lettre de Sir Charles Middleton qui relança son intérêt pour la question du commerce des esclaves,. Suivant une suggestion de Lady Middleton, Sir Charles suggéra que Wilberforce fasse avancer la cause de l’abolition du commerce des esclaves devant le Parlement. Wilberforce répondit qu’il « voyait la grande importance du sujet et ne se sentait pas à la hauteur de la tâche qui lui était confiée mais qu'il ne pouvait pas la refuser ». Il commença à se documenter sur le sujet et rencontra les testonites à la résidence de Middleton de Barham Court à Teston au début de l’hiver 1786-1787.
Au début de l’année 1787, Thomas Clarkson, un autre diplômé de St John's à Cambridge, qui avait été convaincu de la nécessité de mettre un terme au commerce des esclaves après avoir gagné un prix pour un essai sur le sujet alors qu’il était à l'université convoqua Wilberforce à Old Palace Yard avec un exemplaire publié de son essai,. Il s’agissait de la première rencontre entre les deux hommes et le début d’une collaboration qui dura près de cinquante années,. Clarkson commença à rendre visite à Wilberforce toutes les semaines et lui apporta les informations qu’il avait obtenu sur le commerce des esclaves. Les quakers, déjà au travail pour l’abolition, reconnurent le besoin de gagner de l’influence au Parlement et ils pressèrent Clarkson pour qu’il demande à Wilberforce de défendre la cause de l’abolition devant la Chambre des Communes,.
À cet effet, il fut proposé que Bennet Langton, un propriétaire terrien du Lincolnshire et une connaissance de Wilberforce et Clarkson, organise une réception pour demander formellement à Wilberforce de mener la campagne parlementaire. Le diner eut lieu le 13 mars 1787 et parmi les invités se trouvaient Charles Middleton, Sir Joshua Reynolds et les députés William Windham, James Boswell et Isaac Hawkins Browne. À la fin de la soirée, Wilberforce avait accepté de présenter la cause devant le Parlement « sous réserve que personne de plus qualifié ne soit trouvé ».
Le même printemps, le 12 mai 1787, Wilberforce, toujours hésitant, conversa avec William Pitt et le futur premier ministre William Grenville alors qu’ils étaient assis sous un large chêne (oak en anglais) dans la propriété de Pitt dans le Kent. Sous ce qui deviendra le "Wilberforce Oak" de Holwood dans la banlieue de Londres, Pitt lança un défi à son ami : « Wilberforce, pourquoi ne proposez-vous pas un avis de motion sur le sujet de la traite négriere ? Vous avez déjà pris grand soin de recueillir des preuves et vous méritez amplement les honneurs que vous vous êtes assuré en le faisant. Ne perdez pas de temps ou le terrain sera occupé par un autre ». La réponse de Wilberforce n’est pas connue mais il déclara peu avant sa mort qu’il « se souvenait encore précisément sur quelle butte [il] était assis à côté de Pitt et de Greenville » lorsqu’il prit cette décision.
L’implication de Wilberforce dans le mouvement abolitionniste était motivée par son désir d’appliquer les principes divins et de servir Dieu en public,. Lui et d’autres évangélistes étaient horrifiés par ce qu’ils considéraient comme un commerce dépravé et immoral et par l’avarice des propriétaires et des commerçants,. Wilberforce se sentait investi d’une mission divine et il écrivit dans son journal en 1787 que « Dieu tout-puissant m’a confié deux grands objectifs, l’abolition du commerce des esclaves et la réforme des manières [valeurs morales], ». L’implication visible des évangéliques dans le très populaire mouvement abolitionniste permit d’améliorer le statut de ce groupe autrement associé avec les campagnes moins populaires contre le vice et l’immoralité.

### Premières actions parlementaires
La première réunion de la Society for Effecting the Abolition of the Slave Trade (« Société pour la mise en place de l'abolition de la traite négrière ») eut lieu le 22 mai 1787 et rassembla les quakers et les anglicans du même avis dans la même organisation. Le comité choisit de faire campagne contre le commerce des esclaves plutôt que contre l’esclavage en lui-même car de nombreux membres considéraient que l’esclavage disparaitrait progressivement à la suite de l’interdiction de la traite. Wilberforce, bien qu’impliqué de façon informelle, ne rejoignit pas le comité avant 1791,.

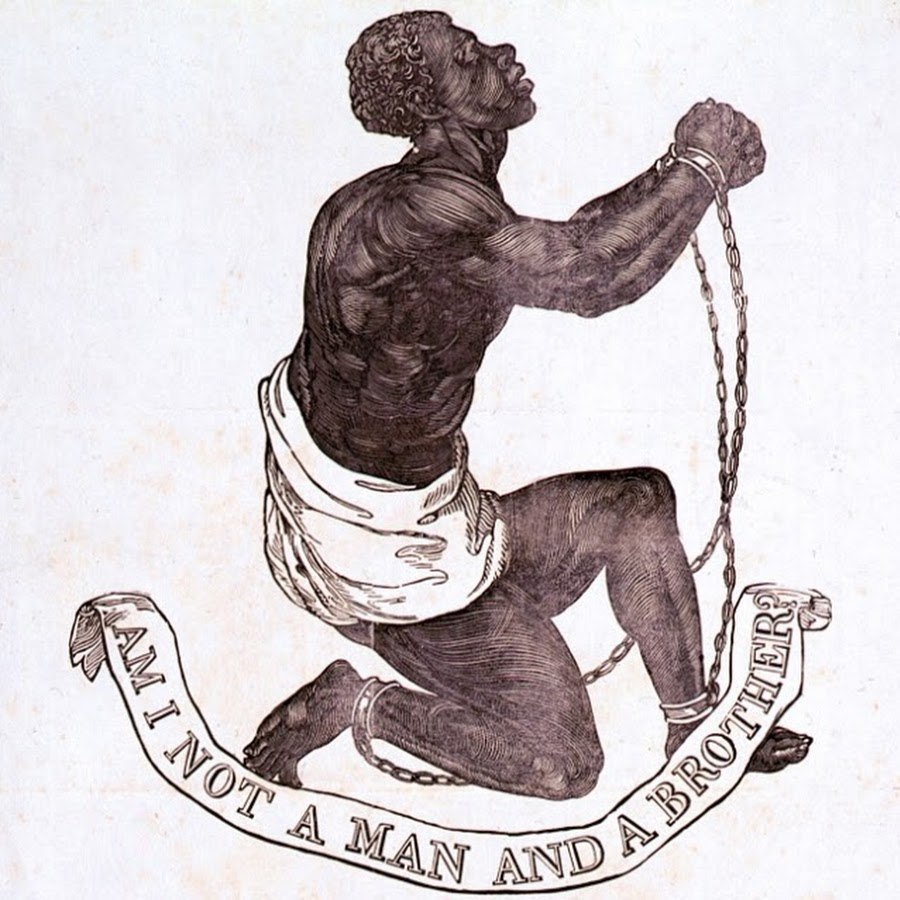
Sceau Am I Not a Man and a Brother? créé par Josiah Wedgwood dans le cadre de la campagne contre la traite négrière, 1787

Les actions de la société permirent de faire largement connaître la question auprès du public et des branches locales se créèrent dans tout le Royaume-Uni,. Clarkson parcourait le pays pour rassembler les témoignages de première main et des statistiques tandis que le comité développa de nouveaux moyens de communication comme le lobbying, la rédaction de pamphlets, l’organisation de réunions publiques, la mise en place de boycotts et même l’utilisation d’un logo représentant un esclave à genoux au-dessus de la devise « Am I Not a Man and a Brother? »  (« Ne suis-je pas un homme et un frère ? ») conçu par le célèbre industriel Josiah Wedgwood,,. Le comité chercha également à influencer les nations participant au commerce des esclaves comme la France, l’Espagne, le Portugal, le Danemark, la Hollande et les États-Unis en s’associant avec les activistes abolitionnistes dans ces pays et en organisant la traduction des livres et des pamphlets en langue anglaise. Parmi ceux-ci figuraient les ouvrages rédigés par les anciens esclaves Ottobah Cugoano et Olaudah Equiano, qui avaient publié d'influents ouvrages sur l'esclavage et la traite négrière en respectivement 1787 et 1789. Eux et d’autres noirs affranchis, collectivement connus sous le nom de Sons of Africa (« Fils de l’Afrique »), discoururent dans les sociétés de débat et écrivirent des lettres enthousiastes aux journaux et aux personnes influentes ainsi que des lettres ouvertes pour soutenir les campagnes,,. Des centaines de pétitions parlementaires opposées au commerce des esclaves furent reçues en 1788 et dans les années suivants, elles rassemblèrent des centaines de milliers de signatures,. La campagne fut l'une des premières initiatives populaires pour les droits de l'homme dans laquelle des hommes et des femmes de différents milieux sociaux se portèrent volontaires pour lutter contre les injustices subies par d'autres.
Wilberforce avait envisagé de présenter une motion annonçant sa volonté de proposer une loi visant à abolir le commerce des esclaves durant la session parlementaire de 1789. Il tomba cependant malade en janvier 1788 de ce que l'on pense aujourd'hui être une rectocolite hémorragique probablement provoquée par le stress,. Il passa plusieurs mois en convalescence à Bath dans le Somerset avant de pouvoir reprendre son travail. Les accès réguliers de la maladie le poussèrent à consommer de l'opium en quantités modérées pour calmer la douleur et il poursuivit cet usage jusqu'à la fin de sa vie.
Durant l'absence de Wilberforce, Pitt, qui était un défenseur de longue date de l'abolition, présenta lui-même la motion préparatoire et il ordonna une enquête du Conseil privé sur la traite négrière suivie par une étude de la Chambre des Communes,.
Avec la publication du rapport du Conseil privé en avril 1789, Wilberforce commença sa campagne parlementaire,. Le 12 mai 1789, il fit son premier grand discours sur le sujet de l'abolition devant la Chambre des Communes dans lequel il avança que la traite était moralement répréhensible et une question de justice naturelle. S'appuyant sur les données collectées par Thomas Clarkson, il décrivit en détail les conditions vécues par les esclaves durant la traversée de l'Atlantique et affirma que l'abolition du commerce améliorerait également les conditions de vie des esclaves se trouvant dans les Indes occidentales. Il proposa 12 résolutions condamnant la traite négrière mais ne fit aucune référence à l'abolition de l'esclavage en lui-même,. La situation n'étant pas favorable aux opposants de l'abolition, ces derniers repoussèrent le vote en proposant que la Chambre des Communes entende leurs propres preuves et Wilberforce accepta à contrecœur ; un geste qui fut par la suite critiqué car il prolongea l'existence de la traite négrière,. Les auditions n'étant pas terminées à la fin de la session parlementaire, elles furent renvoyées à l'année suivante. Dans le même temps, Wilberforce et Clarkson tentèrent sans succès de profiter de l'atmosphère égalitariste de la Révolution française pour proposer à la France d'abolir le commerce des esclaves ; il fut aboli en 1794 à la suite d'une sanglante révolte des esclaves sur l'ile de Saint-Domingue avant d'être brièvement rétabli par Napoléon en 1802.
En janvier 1790, Wilberforce parvint à accélérer les auditions en obtenant la création d'un comité spécial pour évaluer la grande quantité de preuves accumulée. La maison de Wilberforce à Old Palace Yard devint le centre de la campagne abolitionniste et le lieu de nombreuses réunions stratégiques. Les pétitionnaires d'autres causes s'y rendaient également et son antichambre était envahie dès le petit matin, comme « l'Arche de Noé, pleine de bêtes propres et sales » selon Hannah More,,.
Interrompu par une élection générale en juin 1790, le comité acheva ses auditions et en avril 1791, avec un discours bien pensé de quatre heures, Wilberforce introduisit le premier projet de loi pour abolir la traite négrière,. Cependant, après deux soirées de débats, le projet fut rejeté par 163 voix contre 88. Le climat politique était devenu plus conservateur à la suite de la Révolution française et en réaction au radicalisme et aux révoltes des esclaves dans les Antilles françaises,. L'hystérie publique de l'époque était telle que Wilberforce fut suspecté par certains d'être un agitateur jacobin.
Ce fut le début d'une campagne parlementaire prolongée durant laquelle l'engagement de Wilberforce ne vacilla jamais malgré les frustrations et l'hostilité. Il était soutenu dans son travail par les membres de la soi-disant secte de Clapham à laquelle appartenait son cousin et meilleur ami Henry Thornton,. Wilberforce accepta une invitation à partager une résidence avec lui en 1792 mais il retourna dans sa maison après le mariage de Thornton en 1796.
Les partisans de l'esclavage avancèrent que les Africains esclaves étaient des êtres inférieurs qui profitaient de leur asservissement. Wilberforce, la secte de Clapham et d'autres étaient désireux de faire savoir que les Africains, et particulièrement les esclaves affranchis étaient capables de gérer une société organisée commerçante et agricole. Inspiré par la vision utopique de Granville Sharp, ils s'impliquèrent dans la création d'une colonie libre en Sierra Leone avec des colons noirs du Royaume-Uni, de Nouvelle-Écosse, de la Jamaïque de même que des Africains et quelques blancs,. Ils formèrent la Sierra Leone Company à laquelle Wilberforce consacra du temps et de l'argent. Le rêve était une société idéale dans laquelle les races se mélangeraient sur des bases égalitaires ; la réalité fut accablée par les tensions, les mauvaises récoltes, les maladies et les guerres. Initialement une entreprise privée, le gouvernement britannique prit le contrôle de la colonie en 1808. La colonie, malgré des moments difficiles, devint le symbole de l'anti-esclavagisme dans laquelle les résidents, les communautés et les chefs tribaux travaillèrent ensemble pour empêcher l'asservissement aidé par un blocus britannique destiné à stopper le commerce des esclaves dans la région,.
Le 2 avril 1792, Wilberforce présenta une nouvelle loi pour l'abolition. Le débat mémorable qui suivit attira les contributions des deux plus grands orateurs de la Chambre, William Pitt et Charles James Fox de même que celles de Wilberforce. Le secrétaire d'État à l'Intérieur Henry Dundas proposa une solution de compromis avec une « abolition graduelle » sur plusieurs années. L'idée fut acceptée par 230 voix contre 85 mais le compromis était un simple stratagème permettant de repousser indéfiniment une vraie abolition.

### Guerre avec la France
Le 26 février 1793, un autre vote pour abolir le commerce des esclaves fut battu par seulement huit voix. Le déclenchement de la guerre de la Première Coalition le même mois écarta le sujet car les politiciens se concentrèrent sur la crise nationale et la menace d'une invasion. La même année et à nouveau en 1794, Wilberforce présenta sans succès une loi interdisant aux navires britanniques de transporter des esclaves vers des colonies étrangères,. Il exprima ses inquiétudes au sujet de la guerre et il pressa Pitt et son gouvernement à mettre un terme aux hostilités. Le 31 décembre 1794, il avança que le gouvernement devrait chercher une solution pacifique avec la France, une posture qui créa une rupture temporaire dans sa longue amitié avec Pitt.
Dans l'imaginaire public, l'abolition continuait d'être associée avec la Révolution française et les groupes britanniques radicaux et cela entraina une baisse du soutien populaire. En 1795, la Société pour l'abolition du commerce des esclaves cessa de se réunir et Clarkson se retira dans le Lake District à cause de problèmes de santé,. Malgré la perte de popularité de l'abolitionnisme, Wilberforce continua de présenter des lois à ce sujet tout au long des années 1790,.
Wilberforce avait montré peu d'intérêt pour les femmes mais alors qu'il approchait de la quarantaine, Barbara Ann Spooner (1777-1847) âgée de 20 ans lui fut recommandée par son ami Thomas Babington comme une épouse potentielle. Wilberforce la rencontra deux jours plus tard le 15 avril 1797 et fut immédiatement séduit. Après une romance de huit jours, il la demanda en mariage. Malgré les conseils de ses amis lui recommandant de ralentir, le couple se maria à Bath le 30 mai 1797. Ils étaient particulièrement dévoués l'un envers l'autre et Barbara était très attentive et soutint Wilberforce alors que sa santé se dégradait même si elle montra peu d'intérêt pour ses activités politiques. Ils eurent six enfants en moins de dix ans : William (1798), Barbara (1799), Elizabeth (1801), Robert Isaac (1802), Samuel (1805) et Henry William (1807). Wilberforce était un père patient et adorant qui se réjouissait du temps passé à la maison à jouer avec ses enfants.
Les premières années du XIXe siècle connurent un regain d'intérêt du public pour l'abolition. En 1804, Clarkson reprit son travail et la Société pour l'abolition du commerce des esclaves recommença à se réunir, renforcée par de nouveaux membres comme Zachary Macaulay, Henry Brougham et James Stephen,. En juin 1804, la loi de Wilberforce franchit toutes les étapes de la Chambre des Communes. Elle arriva cependant trop tard pour achever sa progression à la Chambre des lords avant la fin de la session parlementaire. Elle fut rejetée à sa réintroduction en 1805 et même Pitt, pourtant favorable, ne la défendit pas. À cette occasion, et durant toute la campagne, la cause de l'abolition fut freinée par un Wilberforce trop confiant voire naïf et par son attitude déférente envers ceux au pouvoir. Il avait du mal à croire que les hommes de son rang ne feraient pas ce qu'il considérait comme juste et était réticent à affronter ceux qui ne le faisaient pas.

### Phase finale de la campagne
À la suite de la mort de Pitt en janvier 1806, Wilberforce commença à plus collaborer avec les whigs, particulièrement les abolitionnistes. Il soutint le gouvernement Grenville-Fox qui fit entrer des abolitionnistes dans le Cabinet ; Wilberforce et Charles Fox menèrent la campagne à la Chambre des Communes tandis que William Grenville faisait de même à la Chambre des lords,.

La Chambre des Communes vers 1808, Augustus Pugin et Thomas Rowlandson

Un changement radical de tactique, qui prévoyait l'introduction d'une loi interdisant aux sujets britanniques d'aider ou de participer au commerce des esclaves dans les colonies françaises, fut proposé par l'avocat James Stephen. Cela était astucieux car la majorité des navires britanniques arboraient le pavillon américain et fournissaient des esclaves aux colonies de pays avec lesquels la Grande-Bretagne était en guerre. Une loi fut présentée et approuvée par le Cabinet et Wilberforce et les autres abolitionnistes maintinrent un silence forcé pour ne pas attirer l'attention sur les effets de la loi,. L'approche se révéla payante et la nouvelle Foreign Slave Trade Bill fut rapidement adoptée et reçut une sanction royale le 23 mai 1806. Wilberforce et Clarkson avait rassemblé une importante quantité de preuves contre la traite négrière au cours des deux décennies précédentes et Wilberforce passa la dernière partie de l'année 1806 à la rédaction de A Letter on the Abolition of the Slave Trade, qui résumait de manière détaillée la cause abolitionniste. La mort de Fox en septembre 1806 fut un choc rapidement suivi par des élections générales à l'automne. L'esclavage devint une question électorale et de nouveaux abolitionnistes entrèrent dans la Chambre des Communes dont d'anciens militaires qui avaient personnellement vu les horreurs de l'esclavage et des révoltes des esclaves. Wilberforce fut réélu député du Yorkshire après quoi il termina d'écrire et publia ses Letters, en réalité un ouvrage de 400 pages qui forma la base de la dernière phase de la campagne.
Le premier ministre Grenville, était déterminé à présenter une loi sur l'abolition devant la Chambre des lords plutôt que devant la Chambre des Communes pour faire le plus dur en premier. La loi fut acceptée à une large majorité. Sentant une évolution sensible, Charles Grey présenta la loi devant la Chambre des Communes le 23 février 1807. Alors que les députés rendaient hommages à Wilberforce pleurant de joie, la loi passa par 283 voix contre 16,. Les partisans enthousiastes suggérèrent de profiter de la large majorité pour chercher une abolition immédiate de l'esclavage mais Wilberforce indiqua clairement que l'émancipation totale n'était pas l'objectif immédiat. Le The Slave Trade Act reçut la sanction royale le 25 mars 1807.

## Autres actions

### Réformes politiques et sociales
Wilberforce était profondément conservateur sur les sujets remettant en cause l'ordre politique et social. Il défendait des évolutions sociétales via le christianisme et l'amélioration de la morale, de l'éducation et de la religion ; il craignait et s'opposait aux causes radicales et aux révolutions. L'écrivain radical William Cobbett fut l'un de ceux qui attaqua ce qu'il considérait comme l'hypocrisie de Wilberforce qui faisait campagne pour améliorer les conditions de vie des esclaves alors que les ouvriers britanniques vivaient dans des conditions déplorables. Il écrivit, « Vous n'avez jamais réalisé un seul acte en faveur des travailleurs de ce pays ». Les critiques notèrent le soutien de Wilberforce pour la suspension de l'habeas corpus et ses votes en faveur des "lois baillons" présentées par Pitt qui interdisaient les rassemblements de plus de 50 personnes, autorisaient l'arrestation des orateurs et imposaient de lourdes peines à ceux qui attaquaient la constitution,. Wilberforce refusait de donner aux ouvriers le droit de former des syndicats et se prononça en faveur du Combination Act de 1799 qui qualifiait les syndicats de « grave maladie de notre société » et rendait illégale leur existence,. Il s'opposa également à la formation d'une enquête publique sur le massacre de Peterloo au cours duquel 15 personnes avaient été tués lors d'un rassemblement en faveur de réformes politiques. Inquiété par les « mauvaises personnes qui veulent produire de la confusion et de l'anarchie », il approuva les Six Acts du gouvernement qui limitaient encore plus les rassemblements publics et les écrits séditieux,. Les actions de Wilberforce poussèrent l'essayiste William Hazlitt à le qualifier comme une personne « qui prêche l'indispensable christianisme à des sauvages sans instruction et qui tolère ses pires abus dans les États civilisés ».

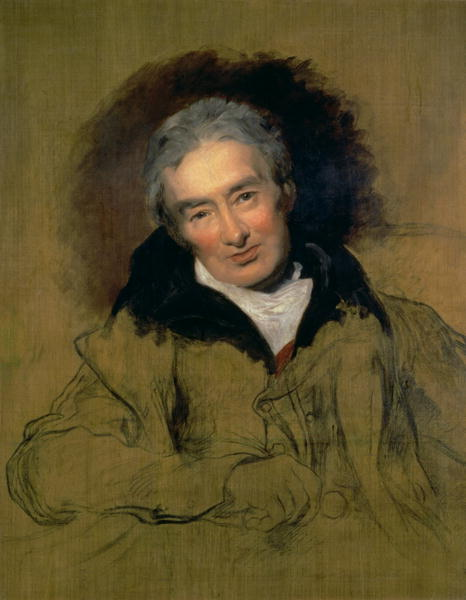
Portrait non terminé de Wilberforce réalisé par Thomas Lawrence, 1828

Les idées de Wilberforce sur les femmes et la religion étaient également conservatrices ; il désapprouvait les activistes anti-esclavagistes féminines comme Elizabeth Heyrick, qui créa des groupes abolitionnistes pour les femmes dans les années 1820, et déclara « Que les femmes se rencontrent, publient et aillent de maison en maison en agitant des pétitions me semble incompatible avec le caractère féminin tel qu'il est défini dans les Saintes Écritures, ». Wilberforce fut initialement un farouche opposant des lois d'émancipation des catholiques qui auraient permis aux catholiques de devenir député, d'accéder à des postes gouvernementaux et de servir dans l'armée même s'il changea d'avis en 1813 et vota pour une loi similaire.
Par la suite, Wilberforce défendit des législations pour améliorer les conditions de travail des ramoneurs et des ouvriers du textile, s'engagea dans la réforme du système pénitentiaire et soutint des campagnes pour limiter la peine de mort et les lourdes peines créées par les Game Laws. Il reconnut l'importance de l'éducation pour réduire la pauvreté et lorsque Hannah More et sa sœur établirent des écoles du dimanche pour les pauvres dans le Somerset et les Mendips, il apporta un soutien financier et moral alors que l'initiative était attaquée par les propriétaires terriens et le clergé anglican,. À partir de la fin des années 1780, Wilberforce fit campagne pour une réforme parlementaire limitée comme l'abolition des bourgs pourris et la redistribution des sièges à la Chambre des Communes pour suivre l'évolution de la population ; il s'inquiéta cependant de la portée de ces mesures à partir de 1832,. Avec d'autres, Wilberforce créa en 1824 la première organisation de protection des animaux, la Society for the Prevention of Cruelty to Animals ("Société pour la prévention de la cruauté envers les animaux"). Il s'opposa à la pratique du duel qu'il décrivit comme une « disgrâce de la société chrétienne » et fut consterné lorsque son ami Pitt s'engagea dans un duel en 1798 d'autant plus qu'il eut lieu un dimanche,.
Wilberforce était généreux avec son temps et son argent et il croyait que ceux qui étaient riches avaient le devoir de donner une part significative leur richesse aux nécessiteux. Il donnait annuellement plusieurs milliers de livres, essentiellement aux ecclésiastiques qui distribuaient ensuite l'argent dans leurs paroisses. Lors d'une année de mauvaises récoltes, ses dons furent supérieurs à ses revenus annuels. Il était particulièrement hospitalier et ne supportait pas de limoger ses servants. En conséquence, sa maison était pleine de serviteurs âgés et incompétents qui y restaient par charité. Même s'il avait parfois plusieurs mois de retard dans sa correspondance, Wilberforce répondait aux nombreuses demandes de conseils et d'aides pour obtenir des postes de professeurs, des promotions militaires ou un sursis pour les condamnations à mort,.

### Christianisme évangélique
En tant que partisan de l'aile évangélique de l'Église d'Angleterre, Wilberforce considérait que la revitalisation de l'église et de l'observance des préceptes chrétiens mènerait à une société morale et harmonieuse. Il chercha à élever le statut de la religion dans la vie publique et privée en rendant la piété à la mode dans les classes supérieures et moyennes de la société. En avril 1797, Wilberforce publia A Practical View of the Prevailing Religious System of Professed Christians in the Higher and Middle Classes of This Country Contrasted With Real Christianity sur lequel il travaillait depuis 1793. Il s'agissait d'une présentation de la doctrine et des enseignements du Nouveau Testament et d'un appel à un renouvellement du christianisme en réponse au déclin moral de la nation. Le livre fut un grand succès selon les standards de l'époque avec 7 500 exemplaires vendus en moins de six mois et il fut traduit en plusieurs langues,.
Wilberforce soutint l'activité des missionnaires en Grande-Bretagne et à l'étranger. Il fut l'un des membres fondateurs de la Church Missionary Society (depuis renommée Church Mission Society) et fut impliqué, avec d'autres membres de la secte de Clapham dans de nombreuses autres organisations caritatives et évangéliques,. Horrifié par le manque d'évangélisme chrétien en Inde, Wilberforce utilisa le renouvellement de la charte de la Compagnie anglaise des Indes orientales en 1793 pour proposer des clauses imposant à la Compagnie de fournir des enseignants et des aumôniers et de se consacrer à l'« enrichissement religieux » des Indiens. Ses propositions furent rejetées du fait des pressions des dirigeants de la Compagnie qui craignaient qu'elles ne menacent leurs intérêts commerciaux,. Wilberforce fit une nouvelle tentative en 1813 à la fin de la durée prévue de la charte. À l'aide de pétitions, de rassemblements et de lobbying, il obtint des changements dans la charte,. Lors de cette campagne, il critiqua les Britanniques en Inde pour leur hypocrisie et leurs préjugés raciaux tout en condamnant certains aspects de l'hindouisme comme le système de castes, l'infanticide, la polygamie et la Satī. Il déclara « Notre religion est sublime et fondamentalement bienfaisante, la leur est sadique, licencieuse et cruelle, ».

### Réforme morale
Très inquiet par ce qu'il percevait comme une dégénérescence de la société britannique, Wilberforce fut également très actif dans les questions morales, fit campagne contre « le torrent d'impiété qui accélère chaque jour » et considérait que cette question était aussi importante que celle du commerce des esclaves. En 1787, sur les conseils de Wilberforce et de l'évêque Beilby Porteus, l'archevêque de Cantorbéry demanda au roi George III de délivrer la Proclamation for the Discouragement of Vice pour lutter contre la montée de l'immoralité,. La proclamation ordonnait l'arrestation des personnes coupables de « consommation excessive d'alcool, de blasphème, de jurons profanes, d'obscénité, de non-respect du repos dominical et d'autres pratiques immorales et dissolues ». Face à la large indifférence du public, Wilberforce chercha à accroitre son impact en mobilisant des figures publiques en faveur de la cause et en fondant la Society for Suppression of Vice,. Celle-ci et d'autres sociétés dont Wilberforce était l'un des membres les plus influents, rassemblèrent des soutiens en faveur de l'arrestation de ceux accusés de violer les lois comme les tenanciers de bordels, les distributeurs de matériels pornographiques et ceux qui ne respectaient pas le Sabbat. Plus tard, l'écrivain et homme d'église Sydney Smith critiqua Wilberforce pour avoir été plus intéressé par les péchés des pauvres que par ceux des riches et suggéra qu'un meilleur nom aurait été la Société pour « la suppression des vices des personnes dont le revenu annuel ne dépasse pas 500 £, ». Les sociétés ne rassemblèrent pas beaucoup de partisans et de soutiens mais leurs activités entrainèrent l'emprisonnement de l'imprimeur londonien de Le Siècle de la raison de Thomas Paine,. Les actions de Wilberforce pour légiférer contre l'adultère et la parution des éditions dominicales des journaux furent rejetées ; son implication dans d'autres approches moins punitives eurent néanmoins plus de succès sur le long terme. À la fin de sa vie, la morale, les manières et le sens des responsabilités britanniques s'étaient améliorés, ouvrant la voie à de nouveaux changements dans les conventions sociales et les attitudes lors de l'époque victorienne,,.

### Émancipation des esclaves africains
Malgré les espoirs des abolitionnistes, l'esclavage ne disparut pas avec la fin de la traite négrière dans l'Empire britannique et les conditions de vie des esclaves ne s'améliorèrent pas. Le commerce continuait car peu de pays suivirent l'exemple du Royaume-Uni et parce que certains navires britanniques ne respectaient pas l'interdiction. La Royal Navy patrouillait dans l'océan Atlantique pour intercepter les navires négriers étrangers. Wilberforce travailla avec les membres de l'African Institution pour faire appliquer l'abolition et promouvoir les négociations d'abolition avec d'autres pays,,. En particulier, les États-Unis avaient aboli la traite en 1808 et Wilberforce fit pression sur le gouvernement américain pour qu'il applique son interdiction avec plus de vigueur.
La même année, Wilberforce déménagea de Clapham vers une grande résidence à Kensington Gore à proximité du Parlement. En 1812, sa santé se détériora et Wilberforce quitta son siège de député du Yorkshire. Il devint député du bourg pourri de Bramber dans le Sussex ; une fonction avec peu d'obligations qui lui permit de se consacrer à sa famille et aux causes qu'il défendait. À partir de 1816, Wilberforce introduisit une série de lois qui imposaient l'enregistrement systématique des esclaves pour repérer l'importation illégale d'esclaves étrangers. Plus tard dans la même année, il commença à dénoncer publiquement la pratique de l'esclavage sans pour autant demander son abolition immédiate.
En 1820, après une nouvelle dégradation de son état de santé et du fait de sa vision déclinante, Wilberforce décida de limiter un peu plus ses activités publiques même s'il devint impliqué dans les tentatives de médiation entre George IV du Royaume-Uni et Caroline de Brunswick durant leur séparation. Néanmoins, Wilberforce continuait d'espérer « poser les bases de futures mesures d'émancipation des pauvres esclaves » qui devait selon lui se faire en plusieurs étapes. Conscient que la cause aurait besoin de personnes jeunes, il demanda en 1821 au député Thomas Buxton de prendre la tête de la campagne à la Chambre des Communes. Dans les années 1820, Wilberforce devint de plus en plus la personnalité de prestige du mouvement abolitionniste même s'il continuait d'apparaitre lors des rassemblements, à accueillir les visiteurs et à maintenir une importante correspondance sur le sujet,,.
L'année 1823 vit la création de la Society for the Mitigation and Gradual Abolition of Slavery (devenue ensuite l'Anti-Slavery Society) et la publication par Wilberforce de son Appeal to the Religion, Justice and Humanity of the Inhabitants of the British Empire in Behalf of the Negro Slaves in the West Indies. Dans ce traité, Wilberforce avançait que l'émancipation totale était moralement et éthiquement nécessaire et que l'esclavage était un crime national devant être arrêté par une législation. Les membres du Parlement n'étaient pas d'accord et l'opposition du gouvernement en mars 1823 bloqua l'appel de Wilberforce. Durant d'autres débats le 16 mars et le 11 juin 1824, durant lesquels Wilberforce fit ses derniers discours dans la Chambre des Communes, les partisans de l'émancipation furent à nouveau battus par le gouvernement,.

## Dernières années
La santé de Wilberforce continua à décliner et il fut à nouveau malade en 1824 et 1825. Il refusa une pairie et démissionna de son poste de député,. Il laissa la direction de la campagne abolitionniste à d'autres ; Thomas Clarkson continua de voyager, à rencontrer des groupes abolitionnistes dans tout le Royaume-Uni et défendit la cause abolitionniste à l'étranger tandis que Buxton continua de promouvoir la réforme au Parlement. Les rassemblements publics en faveur de l'émancipation continuèrent et un nombre de plus en plus important demandait une abolition immédiate plutôt que l'approche graduelle promue par Wilberforce, Clarkson et leurs collègues,.

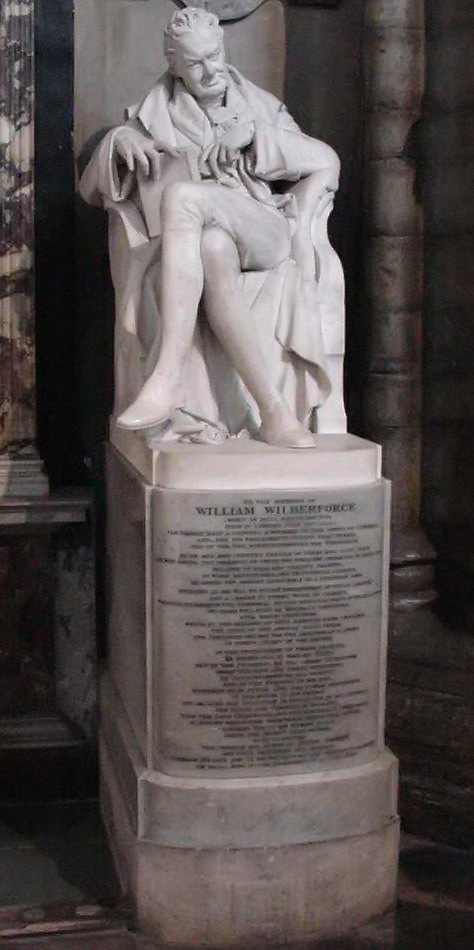
Statue de Wilberforce réalisée par Samuel Joseph et érigée en 1840 dans l'aile nord de l'abbaye de Westminster.

En 1826, Wilberforce quitta sa résidence de Kensington Gore pour Highwood Hill, une propriété plus modeste à Mill Hill au nord de Londres où il fut rejoint par son fils William et sa famille. William s'était essayé à l'agriculture en 1830 mais avait subi de lourdes pertes que son père remboursa en totalité malgré les offres d'aides de ses amis. Cela laissa peu d'argent à Wilberforce qui fut obligé de quitter sa maison et passa le reste de sa vie à rendre visite à des membres de sa famille et à des amis. Il continua à soutenir la cause abolitionniste et présida même certains rassemblement de l'Anti-Slavery Society.
Wilberforce approuva la victoire des whigs progressistes lors de l'élection de 1830 même s'il s'inquiétait des implications de leur Reform Bill qui proposait une redistribution des sièges parlementaires vers les nouvelles villes en pleine croissance comme Manchester. L'une des conséquences du Reform Act 1832 fut de faire entrer de nouveaux abolitionnistes au Parlement. De plus, la révolte des esclaves en Jamaïque en 1832 avait convaincu le gouvernement de la nécessité de mener des réformes pour éviter de nouveaux soulèvements. En 1833, Wilberforce fut victime d'une sévère grippe dont il ne récupéra jamais. Il réalisa son dernier discours contre l'esclavage en avril 1833 lors d'un rassemblement à Maidstone dans le Kent. Le mois suivant, le gouvernement whig présenta une loi pour l'abolition de l'esclavage rendant formellement hommage aux efforts de Wilberforce. Le 26 juillet 1833, Wilberforce appris que le gouvernement avait fait quelques concessions qui garantirent le passage de la loi. Son état se détériora fortement le lendemain et il mourut le matin du 29 juillet dans la résidence de son cousin à Cadogan Place à Londres,.
Un mois plus tard, la Chambre des lords approuva la loi qui abolissait l'esclavage dans la plus grande partie de l'Empire britannique. La loi prévoyait un dédommagement de 20 millions de livres pour les propriétaires de plantations, l'émancipation totale de tous les enfants de moins de six ans et la mise en place d'un système d'apprentissage imposant aux anciens esclaves de travailler pour leurs anciens maitres durant quatre à six ans. Près de 800 000 esclaves africains furent affranchis, principalement dans la Caraïbe,.
Wilberforce avait demandé à être enterré avec sa sœur et sa fille à Stoke Newington au nord de Londres. Cependant, les membres des deux Chambres du Parlement demandèrent qu'il soit honoré par une inhumation à l'abbaye de Westminster. Sa famille accepta et le 3 août 1833, Wilberforce fut enterré dans le transept nord à côté de son ami William Pitt. De nombreux membres du parlement assistèrent à la cérémonie ainsi que de nombreux badauds,,. Alors que les hommages arrivaient du monde entier, les deux Chambres du Parlement suspendirent leurs travaux en témoignage de leur respect.

## Héritage

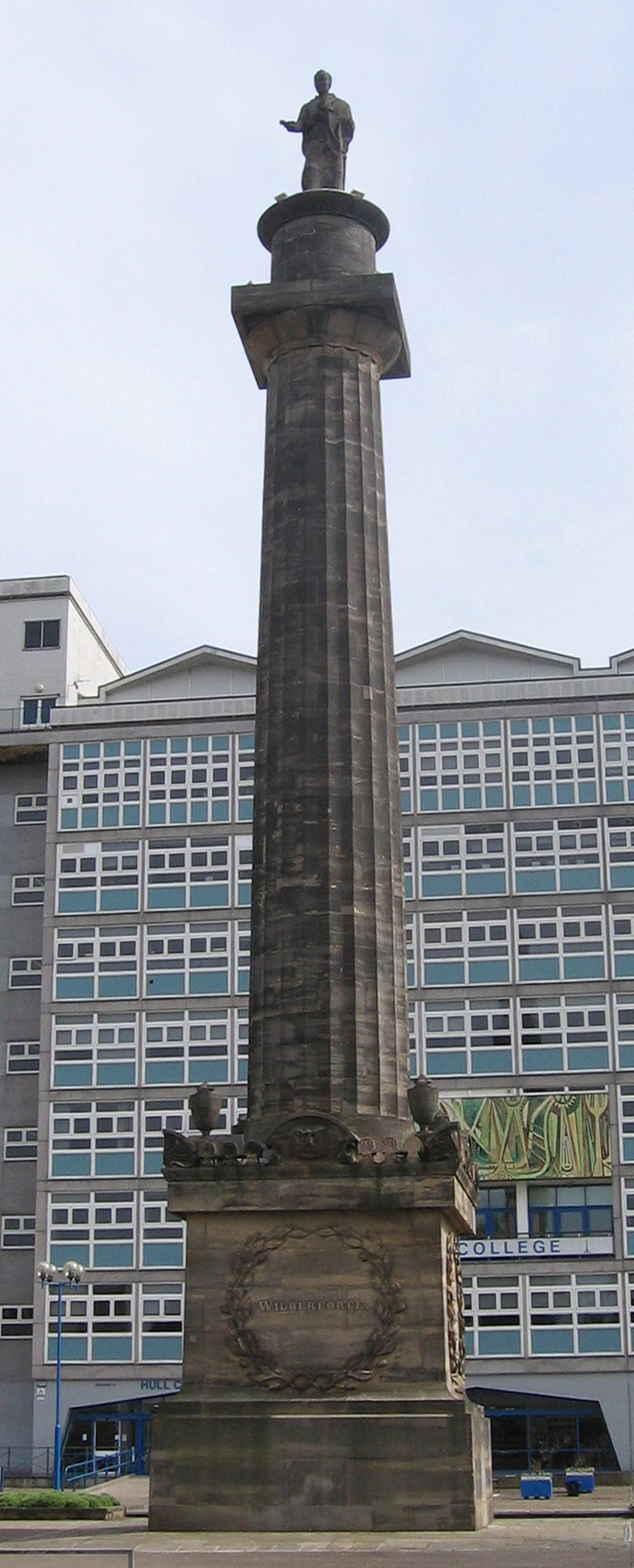
Le Wilberforce Monument sur le site du Hull College de Hull.

Cinq années après sa mort, ses fils Robert et Samuel Wilberforce publièrent une biographie en cinq volumes sur leur père ainsi qu'une collection de ses lettres en 1840. La biographie fut critiquée car ses auteurs accentuèrent le rôle de Wilberforce dans le mouvement abolitionniste et minimisèrent l'important travail de Thomas Clarkson. Révolté, Clarkson sortit de sa retraite pour écrire un livre réfutant leur version des faits et les fils de Wilberforce durent s'excuser et retirer les passages controversés de la nouvelle édition de la biographie,,. Néanmoins, durant plus d'un siècle, le rôle de Wilberforce dans la campagne domina les livres d'histoire. Des historiens plus récents ont noté la relation très productive entre Clarkson et Wilberforce et celle-ci fut qualifiée de l'une des plus grandes relations de l'histoire : sans le travail de recherche et de mobilisation du public de Clarkson et la campagne parlementaire de Wilberforce, l'abolition n'aurait pas été obtenue,,.
Comme ses fils l'avaient voulu et planifié, Wilberforce a longtemps été considéré comme un héros chrétien, un homme d'état saint vu comme un exemple pour son application de sa foi dans ses activités
,,. Plus largement, il a été décrit comme un réformateur humanitariste qui contribua largement au remodelage des attitudes sociales et politiques de l'époque en développant le concept de responsabilité sociale. Dans les années 1940, le rôle de Wilberforce et de la secte de Clapham dans l'abolition fut minimisé par l'historien Eric Williams qui avança que l'abolition était motivée par des raisons économiques et non humanitaires car l'industrie sucrière des Indes occidentales était en déclin,. L'approche de Williams influença fortement les historiens durant la plus grande partie de la fin du XXe siècle. Néanmoins des historiens plus récents ont noté que l'industrie sucrière dégageait encore de larges profits au moment de l'abolition et cela a entraîné un regain d'intérêt pour Wilberforce et les évangélistes, de même qu'une reconnaissance du mouvement abolitionniste en tant que prototype pour les campagnes des droits de l'homme ultérieures,.

## Hommages
La vie et le travail de Wilberforce ont fait l'objet de nombreux hommages au Royaume-Uni et ailleurs. Dans l'abbaye de Westminster, une statue de Wilberforce fut réalisée par Samuel Joseph et érigée en 1840 ; cette dernière porte une épitaphe louant son caractère chrétien et son long travail pour abolir la traite négrière et l'esclavage.
Dans sa ville natale de Hull, une souscription publique fut organisée en 1834 pour financer le Wilberforce Monument, une colonne dorique de 31 m avec une statue de Wilberforce à son sommet qui se trouve aujourd'hui sur le terrain du Hull College. La maison natale de Wilberforce fut achetée par la ville en 1903 et après des restaurations elle fut ouverte en tant que premier musée britannique sur l'esclavage. La Wilberforce Memorial School for the Blind à York fut établie en 1833 en son honneur et en 2006, l'université de Hull fonda le Wilberforce Institute for the study of Slavery and Emancipation dans un bâtiment à proximité de la maison natale de Wilberforce.
De nombreuses écoles de la communion anglicane commémorent Wilberforce dans leurs calendriers liturgiques et la Wilberforce University dans l'Ohio aux États-Unis fondée en 1856 est nomme d'après lui. Cette université fut la première administrée par des Afro-Américains et est une université traditionnellement noire,.
En Ontario au Canada, la Wilberforce Colony fut fondée en 1816 par des réformateurs noirs et habitée par des esclaves affranchis des États-Unis.

## Dans la culture populaire
Il a inspiré le personnage central d'Amazing Grace, film réalisé par Michael Apted en 2006, dont le titre vient d'un célèbre hymne anglican, que composa le capitaine de marine négrier John Newton lorsqu'il fut touché par la grâce en 1748 à la suite d'une tempête où il crut périr et abandonna alors la traite des esclaves noirs pour devenir prêtre anglican, et partisan de l'abolition de l'esclavage. John Newton était l'ami de William Wilberforce, dont le film raconte la vie, sous les traits de l'acteur Ioan Gruffudd. Ambitieux et populaire membres du Parlement (MP), William il accède à la demande de ses amis William Pitt, Thomas Clarkson, Hannah More, et d'autres de s'emparer de la question de la traite négrière. En 1807, Wilberforce a finalement atteint son but quand le Parlement a voté la suppression de la traite des esclaves  et le film raconte comment il est finalement responsable d'un projet de loi adopté par le Parlement en 1807, qui abolit à jamais la traite des esclaves dans l'Empire britannique. 